# Pehr G. Gyllenhammar
Pehr Gustaf Gyllenhammar (Gotemburgo, 28 de abril de 1935-Toronto, 21 de noviembre de 2024) fue un empresario sueco, conocido principalmente por su trayectoria como CEO y presidente de Volvo durante 24 años, entre 1970 y 1994. A principios de la década de 1980, tomó la iniciativa para la Mesa Redonda Europea de Industriales (ERT).
Gyllenhammar hacía mención de su puesto como vicepresidente de Rothschild Europe, aunque una búsqueda en el sitio web de Rothschild Europe no arrojó resultados para su nombre. Fue nombrado Comandante de la "Ordre National du Mérite" en Francia en 1980 y Comandante de la Legión de Honor de Francia en 1987. En 2001 se convirtió en miembro honorario de la Orden de la Inner Temple en Londres.

## Primeros años
Nació el 28 de abril de 1935 en Gotemburgo, Suecia, hijo de Pehr Gyllenhammar, un hombre de negocios sueco de la familia noble sueca Gyllenhammar, y su madre judía, Aina (de soltera Kaplan). Entre 1954 y 1955, cumplió su servicio militar en el Regimiento de Bohuslän (I 17) en Uddevalla, obteniendo el rango de sargento. En 1959 se graduó en derecho por la Universidad de Lund, realizando prácticas en bufetes de abogados en Suecia. Estudió derecho marítimo en los Estados Unidos y luego aspectos del Industrialismo en el Centre d’Etudes Industrielles en Ginebra, Suiza, en 1968.

## Trayectoria
Entre 1961 y 1964, fue empleado en la compañía de seguros Amphion AB en Gotemburgo, llegando a subdirector administrativo de Grupo Skandia en 1965. En 1968 fue subdirector general y en 1970 reemplazó a su padre como director general. Después de solo unos meses se trasladó a Volvo, donde se convirtió en director ejecutivo de la compañía en 1971, reemplazando a su suegro Gunnar Engellau, quien ocupó la presidencia.

### En Volvo
Se destacó como uno de los empresarios más reconocidos de Suecia gracias a su gestión en Volvo, una carrera que combinó éxitos con fracasos. Supervisó una amplia diversificación de los negocios de la empresa, incluyendo la adquisición de la compañía farmacéutica Pharmacia. Sin embargo, lo que finalmente llevó a su salida de la automotriz, fue una fusión fallida con la empresa francesa Renault.

### Después de Volvo
Luego de su paso por Volvo, se retiró de la vida pública sueca y se mudó a Londres donde presidió la compañía de seguros Aviva. En 2004 regresó a los negocios suecos como presidente de Investment AB Kinnevik.

### Otros trabajos
Fue CEO de Svenska skeppshypotekskassan y del Fondo de Préstamos Secundarios de Transporte Marítimo (Skeppsfartens sekundärlånekassa) en Gotemburgo de 1970 a 1976, presidente allí desde 1976, miembro de la junta del Skandinaviska Enskilda Banken de 1979 a 1994, incluyendo vicepresidente de 1979 a 1994. Fue miembro de la junta de United Technologies en Hartford, Connecticut desde 1981, Swedish Intercontinental Airlines desde 1982, Kissinger Associates en New York City de 1982 a 1997, Atlas Copco desde 1982, Hamilton Brothers Petroleum en Denver, Colorado desde 1982, S. Pearson & Son en Londres de 1983 a 1997, Swedish Employers Association desde 1979, Sveriges Industriförbund desde 1979, FA-rådet desde 1981, miembro de Reuters Holdings PLC desde 1984.
Fue también miembro del consejo de Philips Electronics NV en Eindhoven desde 1990 hasta 1995, de Régie Nationale des Usines Renault SA en París desde 1990 hasta 1993, y presidente de Procordia desde 1990 hasta 1992. Fue miembro del consejo de Polygram NV desde 1996 y se convirtió en presidente del consejo de Commercial Union PLC en 1998 y asesor principal de Lazard Frères & Co LLC en Nueva York en 1996. Fue presidente de Aviva y vicepresidente de Rothschild Europe, presidente de Reuters Founders Share Company Limited y de la European Financial Services Roundtable. También fue miembro del Comité Asesor Internacional del Chase Manhattan Bank de 1972 a 1995.

### Majid Al Futtaim Group
Majid Al Futtaim Group, una importante cadena de negocios en los Emiratos Árabes Unidos, listó a Gyllenhammar como su presidente desde junio de 2007 hasta marzo de 2009.

## Postura política
En el pasado ha sido un ferviente partidario del Liberal de Suecia. En su libro de 1973 I Believe in Sweden (Jag tror på Sverige) se mantuvo firme en su apoyo al modelo escandinavo y abogó por el tipo de liberalismo social que solía apoyar el Liberal People's Party. Sirvió en la junta del partido y fue ampliamente considerado como un futuro líder del mismo. En ocasiones, reveló su ambición de convertirse en primer ministro de Suecia.

## Vida personal
Estuvo casado de 1959 a 2008 con Christina Engellau (1936-2008), hija del CEO de Volvo Gunnar Engellau y Margit (nacida Höckert). Tuvieron tres hijos: Cecilia, Charlotte, Sophie y Oscar. En 2010 se casó con la periodista de deportes ecuestres Christel Behrmann, divorciándose en 2012. En abril de 2013 se casó con la doctora británico-canadiense de psicología, Lee Welton Croll, naciendo su primer hijo en 2016.
- Cecilia Gyllenhammar, su hija mayor, quien creció como la "Princesa de Gotemburgo", ha escrito una novela sobre la infancia de una niña de clase alta, hija de un hombre de negocios en Gotemburgo marcada por trastornos alimentarios y auto-desprecio. La novela es claramente una crítica hacia el trasfondo de clase alta de Cecilia y, admite, contiene críticas hacia ambos padres pero también elementos puramente ficticios. En la novela, el padre es descrito como constantemente infiel y la madre como incapaz de amar a su hija. Cecilia se niega a dar detalles de qué es puramente ficción en la novela, pero afirma que ambos padres la han leído y la apoyan. Cecilia abandonó una carrera como periodista y ha elegido no hacer carrera debido a la de sus padres.[13]
- Charlotte Gyllenhammar, una hija menor, es una artista bien establecida con numerosas exposiciones, comisiones de arte público y representación en varios museos en Suecia.[14][15]
- Sophie Gyllenhammar Mattson trabajó como consultora antes de embarcarse en una exitosa carrera como diseñadora de oro y joyas y ha establecido su propia marca "Sophie by Sophie".[16]
- Oscar Gyllenhammar trabajaba para Icon Medialab antes de iniciar su propia empresa de TI Compost en 2000 y desde entonces ha hecho un intento fallido de iniciar un portal de internet (autoo.se) "junto con algunos amigos".[17][18]

## Premios y condecoraciones

### Suecos
- Medalla del Rey, medalla de oro (plata dorada) de tamaño 12 que se lleva alrededor del cuello en la cinta de la Orden de los Serafines (1981)

- Comandante sueco de primera clase de la Orden de Vasa (1973)[19]
- Caballero de la Orden de Vasa (1965)[20]

### Internacionales
- Comandante de primera clase de la Orden de la Rosa Blanca de Finlandia (1986; Comandante 1977)
- Comendador de la Orden de San Olav (1 de julio de 1984)
- Comendador de la Orden de Leopoldo (1989)
- Comandante de la Legión de Honor (1987)[21]
- Comandante de la Orden Nacional del Mérito (1980)[21]

## Honores
- Miembro de la Real Academia Sueca de Ciencias de la Ingeniería (1974)[22]
- Miembro honorario de la nación de Gotemburgo en la Universidad de Lund (1975)
- Doctor honoris causa en Medicina de la Universidad de Gotemburgo (1981)[22]
- Doctor Honorario en Tecnología en la Universidad Brunel de Londres, Inglaterra (1987)[22][23]
- Doctor honoris causa en Ingeniería de la Universidad Técnica de Nueva Escocia, Canadá (1988)[22]
- Doctor honoris causa en Ciencias Sociales por la Universidad de Helsinki (1990)[22]
- Doctor honoris causa en Derecho por la Universidad de Vermont, EE. UU. (1993)[22]
- Doctor honoris causa en Economía por la Facultad de Negocios, Economía y Derecho de la Universidad de Gotemburgo (2003)[24]
- Miembro de la Academia Noruega de Ciencias Tecnológicas. [25]
- Maestro honorario del banco del Inner Temple de Londres (2001) [26]

## Otras lecturas
- "Volvo-chefen gästar Finlandia". Foro (en sueco). Núm. 1974–10. 1974-05-29. pag. 34-35. ISSN 0533-070X.
- Christer Herlin (17 de diciembre de 1975). "¿Hur göra Norden starkare?". Foro (en sueco). Núm. 1975–20. pag. 13-14. ISSN 0533-070X.

- Datos: Q2746416
- Multimedia: Pehr G. Gyllenhammar / Q2746416